# 直立膜萼花
直立膜萼花（学名：Petrorhagia alpina）为石竹科膜萼花属下的一个种。